# Мікростома
Мікростома (Microstoma) — рід грибів родини Sarcoscyphaceae. Назва вперше опублікована 1852 року.

## Поширення та середовище існування
В Україні зростає мікростома витягнута (Microstoma protractum).

## Гелерея

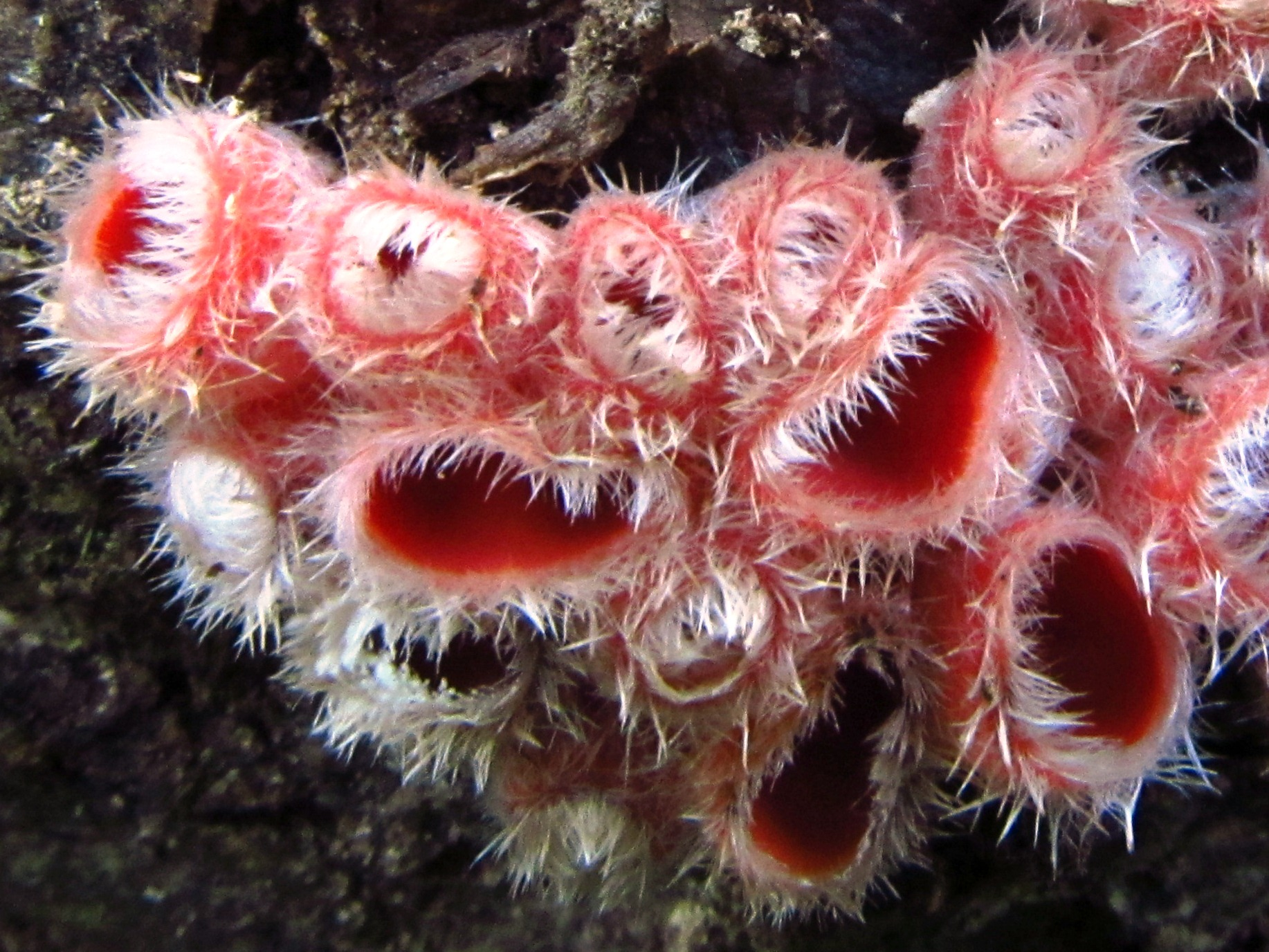
Microstoma floccosum
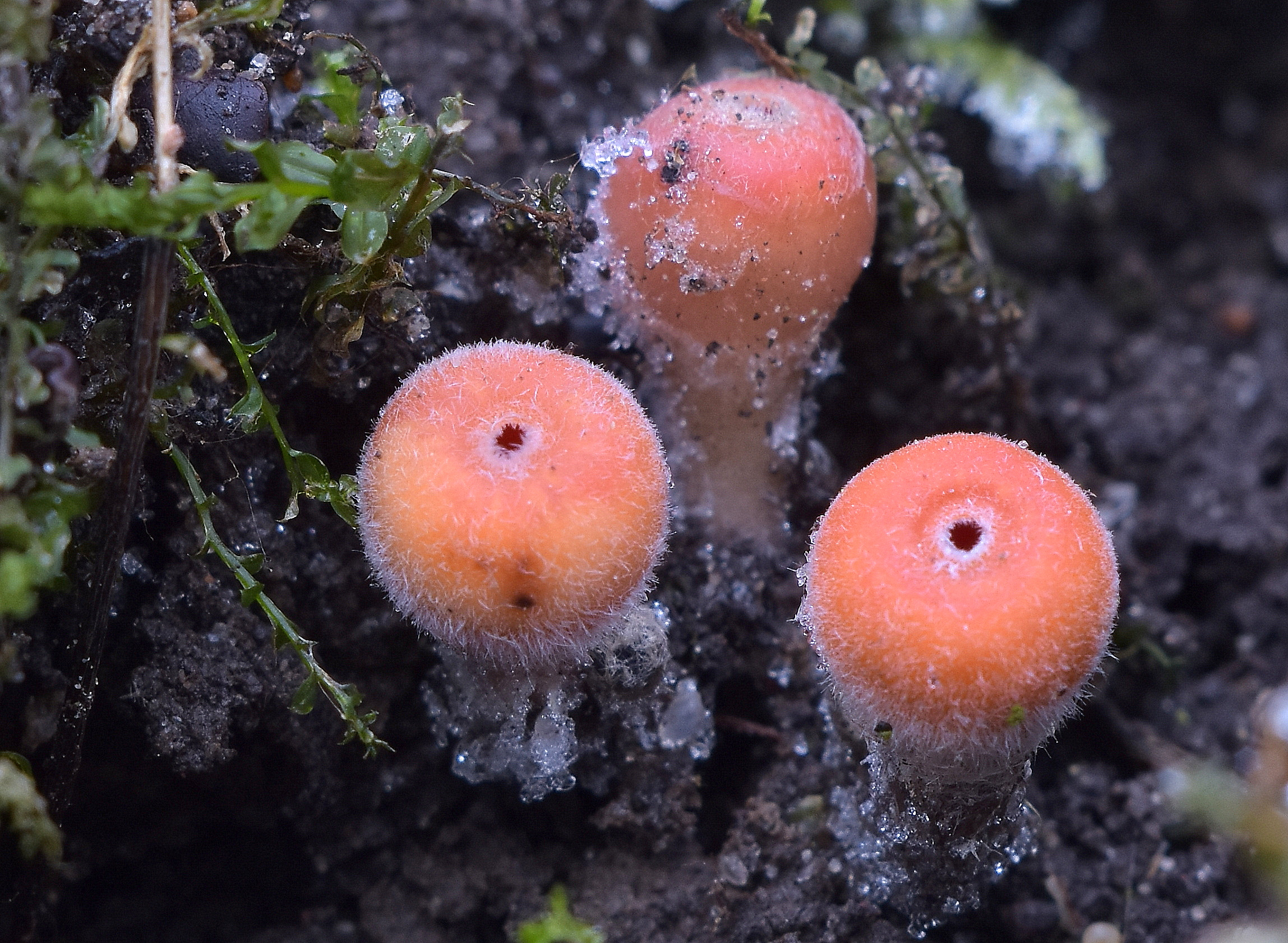
Microstoma protractum